# Gačanski park hrvatske memorije
Gačanski park hrvatske memorije je park skulptura u Otočcu u Liki. 
Nalazi se u središnjem dijelu grada Otočca, u parku crkve Presvetoga Trojstva. Riječ je o povijesnom prikazu na kamenim skulpturama koji je vezan uz taj kraj i ljude zaslužne za lokalnu i nacionalnu povijest, čime se ističe da hrvatska državnost odatle vuče svoje korijene.
Među najzaslužnijima za ovaj park skulptura su Katedra čakavskog sabora na čelu s Milanom Kranjčevićem, uz tijesnu suradnju s otočkom župom i župnikom mons. Tomislavom Šporčićem, pod umjetničkim vodstvom umjetnika Šime Vidulina i uz izdašnu pomoć Grada Otočca i kamenoloma u Pazinu. U četiri godine, Katedra Čakavskog sabora pokrajine Gacke je organizirala četiri međunarodne kiparske kolonije za ovaj projekt.
Park je blagoslovio riječki nadbiskup Ivan Devčić 20. siječnja 2016. Događaju su nazočili brojni svećenici, predvođenim gospićko-senjskim biskupom Milom Bogovićem, otočkim župnikom Tomislavom Šporčićem, umirovljenim porečkim i pulskim biskupom Ivanom Milovanom, te brojnim stanovnicima grada Otočca.